# Gospodar prstanov: Kraljeva vrnitev
Gospodar prstanov: Kraljeva vrnitev (angleško The Lord of the Rings: The Return of the King) je tretji del filmske trilogije Gospodar prstanov režiserja Petra Jacksona. Film, ki temelji na knjigi pisatelja J. R. R. Tolkiena, je izšel leta 2003 in nadaljuje zgodbo filmov Bratovščina prstana in Stolpa.
Film je izšel 17. decembra 2003 in prejel odlične kritike. Skupni zaslužek filma je 1.119 milijonov dolarjev, s čimer se uvršča na četrto mesto med filmi z najvišjim zaslužkom vseh časov.

## Zgodba
Film se začne s prizorom, kjer Smeagol ubije svojega bratranca Deagola, da bi od njega dobil zlat prstan. Ta prstan je v resnici Prstan Mogote in skozi čas Smeagola spremeni v Golluma. Gollum zdaj pelje hobita Froda in Sama v Mordor, kraljestvo temnega Saurona. Hobita morata namreč Prstan vreči v Goro Pogube ter na ta način Saurona pokončati. Ta se ne zaveda nevarnosti in pripravlja vojsko, s katero bo zavzel gondorsko mesto Minas Tirith.
Zoperstavi se mu Aragorn, ki sprejme svoje poslanstvo in postane gondorski kralj. Na pomoč mu pridejo konjeniki iz Rohana in vojska mrtvih, s katerimi premagajo vojsko orkov in drugih zlobnih bitij. Nato se odpravijo prav pred vrata Mordorja, Sauronovega kraljestva, da bi njegovo pozornost odvrnili od hobitov. Ukana jim uspe in Sauron vso svojo vojsko pošlje v napad, s čimer omogoči Frodu in Samu prosto pot preko Mordorja. V Gori Pogube se Gollum spopade s Frodom, da bi mu ukradel Prstan, ki mu popolnoma obvladuje misli. Med prerivanjem Gollum s Prstanom pade v razbeljeno magmo, kar dokončno uniči tudi Prstan in z njim Saurona. Gandalf s pomočjo orlov hobita reši in Srednji svet je zopet varen.

## Nagrade
Film je prejel vseh 11 oskarjev, za katere je bil nominiran: za najboljši film, režijo, prirejen scenarij, izvirno glasbeno podlago, izvirno skladbo (Annie Lennox), scenografijo, posebne učinke, kostumografijo, masko, montažo in montažo zvoka. S tem je prvi in edini fantazijski film v zgodovini, ki je prejel oskarja za najboljši film.
Film ima rekord po številu oskarjev (poleg filmov Ben-Hur in Titanik), poleg tega pa je tako med kritiki kot med gledalci požel odlične kritike.
Premiera filma je bila 1. decembra 2003 v Wellingtonu, nanjo je poleg režiserja prišlo tudi več igralcev iz filma. Domnevajo, da je v času premiere na ulice prišlo okoli 100.000 ljudi, kar je približno četrtina vseh prebivalcev Wellingtona.